# 文峰站 (南通市)
文峰站是南通轨道交通1号线和2号线的地铁车站，是一个换乘站，位于中华人民共和国江苏省南通市崇川区文峰街道工农路与青年中路交叉口地下，1号线车站于2022年11月10日开通运营，2号线车站于2023年12月27日开通运营。

## 车站结构
文峰站为地下三层车站，其中1号线车站沿工农路设置，呈南北走向，为地下两层岛式站台车站，并在北侧设置一条单渡线。2号线车站沿青年中设置，呈东西走向，全长185.3米，宽26米，为地下三层岛式站台车站。两线站厅相通，换乘采用节点换乘形式，换乘节点连接1号线站台中部与2号线站台西侧。两线在车站西北侧设有单线联络线，满足列车互通需要，同时为跨线运行提供条件。
|                   |  | 1号线往平潮（学田）         |
| 島式 · 開左邊车门 |  |                             |
|                   |  | 1号线往振兴路（慈善博物馆） |

|                   |  | 2号线往幸福（易家桥） |
| 島式 · 開左邊车门 |  |                       |
|                   |  | 2号线往先锋（五一路） |

## 车站出口
文峰站共设8个出口，另靠近1号口与2号口处设有两个地下连通道通往圆融广场地下一层，各出口及周围设施如下所示：
| 编号                    | 周边信息                                         | 照片 | 无障碍设施 |
| ----------------------- | ------------------------------------------------ | ---- | ---------- |
| 1 · 出口                | 工农路                                           |      | 不適用     |
| 2 · 出口 · （设有）     | 青年中路，工农路                                 |      |            |
| 3 · 出口                | 青年中路，江苏工程职业技术学院                   |      | 不適用     |
| 4 · 出口                | 工农路，教育路，学田南苑，南通市崇川区人民检察院 |      | 不適用     |
| 5 · A · 出口            | 工农路，青年中路，文峰北苑                       |      | 不適用     |
| 5 · B · 出口 · （设有） | 工农路，青年中路，文峰花苑，文峰新村             |      |            |
| 6 · A · 出口            | 工农路，青年中路                                 |      | 不適用     |
| 6 · B · 出口            | 工农路，青年中路，易家桥新村                     |      | 不適用     |
| 图例： 设有             |                                                  |      |            |

## 车站装饰
文峰站为1号线三座设置文化艺术墙的站点之一，艺术墙主题是“繁华都市”。艺术墙选取南通典型现代地标建筑代表，打造具备活力、缤纷、科技、繁华的视觉印象，创作重点表现南通新老城区商业、商圈繁荣发展的历程和景象。将概括的艺术语言与抽象城市画面有机结合，描绘融合当下与未来的繁华南通。通过炫彩的玻璃搭配灯光效果，体现“城市流光溢彩，南通发展出彩”的美好寓意。工艺采用彩色玻璃镶嵌。

## 接驳交通

### 公交车
- 易家桥新村：6路东环、6路南环、8路、11路、13路、18路、22路、25路、53路、77路、79路、106路、301路、633路、D5路、D8路、D9路、G1路、Y2路
- 工程学院西区：7路、18路、28路、106路、633路

## 车站历史
该站建设时名称为青年路站，开通前更名为文峰站。
- 2018年3月31日，1号线车站地连墙开始施工[9]。
- 2020年8月14日，正式站名公布，本站命名为文峰站[10]。
- 2021年
  - 2月10日，2号线车站主体结构封底[3]。
  - 5月28日，2号线车站主体结构封顶[11]。
- 2022年11月10日，随1号线一期工程通车一同开通[1]。
- 2023年12月27日，2号线开通运营，车站成为换乘站[2]。